# Els Tres Pilars
Els Tres Pilars és una muntanya de 505 metres que es troba al municipi de la Riba, a la comarca de l'Alt Camp.